# Цэгмидийн Батчулуун
Цэ́гмидийн Ба́тчулу́ун (род. 4 февраля 1987, Улан-Батор) — монгольский шахматист, гроссмейстер (2012).
Чемпион Монголии 2006, 2014, 2015 и 2017 гг.
В составе сборной Монголии участник двух шахматных олимпиад (2012 и 2014 гг.).

## Изменения рейтинга
| Графики недоступны из-за технических проблем. См. информацию на Фабрикаторе и на mediawiki.org. |